# Lee’s Summit
Lee's Summit település az Amerikai Egyesült Államok Missouri államában, Jackson és Cass megyékben. 

## Népesség
A település népességének változása: